# Riegersburg (Burg)
Die Riegersburg ist eine Höhenburg im gleichnamigen Ort Riegersburg im Bezirk Südoststeiermark in der Steiermark.

## Geologie
Der hoch über das Umland herausragende Burgfelsen der Riegersburg (484 m Höhe ü. d. M.) ist eine der Stellen in der Oststeiermark, die Zeugnisse des neogenen bzw. pleistozänen Vulkanismus bilden und nach denen die Region auch Steirisches Vulkanland heißt. Der Basaltfelsen stellt die Reste eines vor mehr als 2 Millionen Jahren durch mehrere phreatomagmatische Explosionen entstandenen Diatrems dar, d. h. eines vulkanischen Schlots, dessen Entstehung unter Beteiligung von Wasser vor sich ging.

## Geschichte
Die Riegersburg scheint urkundlich erstmals 1138 als „Ruotkerspurch“ auf, also als Burg eines Rüdiger, doch war der über 100 m emporragende Basaltkegel schon vor rund 6000 Jahren besiedelt. Auch in karantanischer Zeit (ab dem 7. Jahrhundert) war auf dem dreiseitig durch steilste Felswände geschützten Burgberg eine Fluchtburg vorhanden, wie aus dem Namen des Tals westlich der Burg und des darin fließenden Baches hervorgeht: Graztal, Grazbach: slaw. gradec = kleine Burg.
Die pfalzgräflichen Aribonen hatten um 1020, nachdem die Ungarn erstmals hinter die Lafnitz zurückgedrängt worden waren, von Kaiser Heinrich II. weite Teile der Oststeiermark zur Rodung erhalten; unter Konrad II. war das Land um 1030 wieder verloren gegangen, erst 1043 unter Heinrich III. wurde es für das Reich endgültig wiedergewonnen.
Vor oder um 1100 dürfte auf der Nordkuppe die obere Feste errichtet worden sein (später: Kronegg), dazu nordöstlich am Bergfuß die ursprüngliche Hauptpfarre Maria Magdalena, deren Pfarrhof bis 1979 für die spätere fast einen Kilometer entfernte Pfarrkirche St. Martin genutzt wurde, und westlich des Burgstockes die später Altenmarkt genannte Burguntersiedlung, die vielleicht in Ansätzen schon vorhanden war.
Die Burg befand sich 1142 im Besitz des Hartnid von Traisen-Ort, der sich damals „von Riegersburg“ nannte. Von ihm gelangten Burg und Herrschaft an seinen Schwiegersohn Richer von Hengist (1130–1168), einen angesehenen Ministerialen der markgräflichen Traungauer, der damit zum Ahnherrn der Riegersburg-Wildonier wurde. Von dessen Söhnen Hartnid, Herrand und Richer saßen die letzten beiden ab etwa 1174 schon als neue Herren auf der Burg Wildon.
Um die mächtigen Riegersburg-Wildonier einzuschränken, ließ Markgraf Otakar III. um 1140 bis 1150 an der Stelle des heutigen Grenzlandehrenmales eine landesfürstliche Gegenfestung und zu ihren Füßen den Markt Riegersburg mit der 1170 erstmals urkundlich genannten St. Martins-Kirche erbauen. Die „Niedere Feste“ (später: Lichtenegg) wurde von Burggrafen verwaltet.
Nach dem Tode Leutolds von Riegersburg-Wildon 1249 kam die obere Feste über dessen Tochter Gertrud an deren Ehemann Albero V. von Kuenring-Dürnstein. 1295 empörte sich Leutold von Kuenring mit dem österreichischen Adel gegen Herzog Albrecht und war durch seine Niederlage gezwungen, sein „Haus Rugerspurch“ 1299 an Ulrich I. von Walsee-Graz zu verkaufen. In den folgenden Jahrzehnten brachten die Walseer die gesamte Burgherrschaft und zuletzt 1320 auch noch die landesfürstliche niedere Feste, erst als Pfand, schließlich als Erblehen, an sich.
1363 erloschen die steirischen Walseer und wurden von der oberösterreichischen Linie Walsee-Enns beerbt, nachdem diese im Besitzstreit mit den Habsburgern siegreich geblieben waren. Nach 1400 war die Burg vorübergehend im Pfandbesitz Ottos von Stubenberg, wurde aber 1409 wieder rückgelöst.
In der „Walseer Fehde“ – Reinprecht II. von Walsee-Enns kämpfte als Verbündeter Herzog Albrechts V. gegen Herzog Ernst – unternahm der Walseer Burggraf 1412 von der Riegersburg aus Verwüstungsraubzüge gegen die landesfürstlichen Besitzungen Herzog Ernsts und verheerte große Teile der Oststeiermark. Im Herbst gelang es Herzog Ernst, nach kurzer Belagerung die untere Burg einzunehmen, woraufhin sich auch die Besatzung der oberen Burg ergeben musste.
Durch Intervention Kaiser Sigismunds erhielt Reinprecht 1417 die meisten seiner durch die Fehde verlorenen steirischen Besitzungen, darunter die Riegersburg, wieder zurück. In der Folge ließen die Walseer um 1420 den sogenannten „Eselsteig“ (Kroneggsteig) in einer Länge von 120 Metern aus der Westwand des Burgfelsens herausmeißeln, um das obere Hauptschloss vom alten Hauptzugang unabhängig zu machen. Von nun an blieben beide Schlösser auch besitzmäßig vereint und sollten nie mehr erobert werden, weder von den Ungarn noch von den Türken.

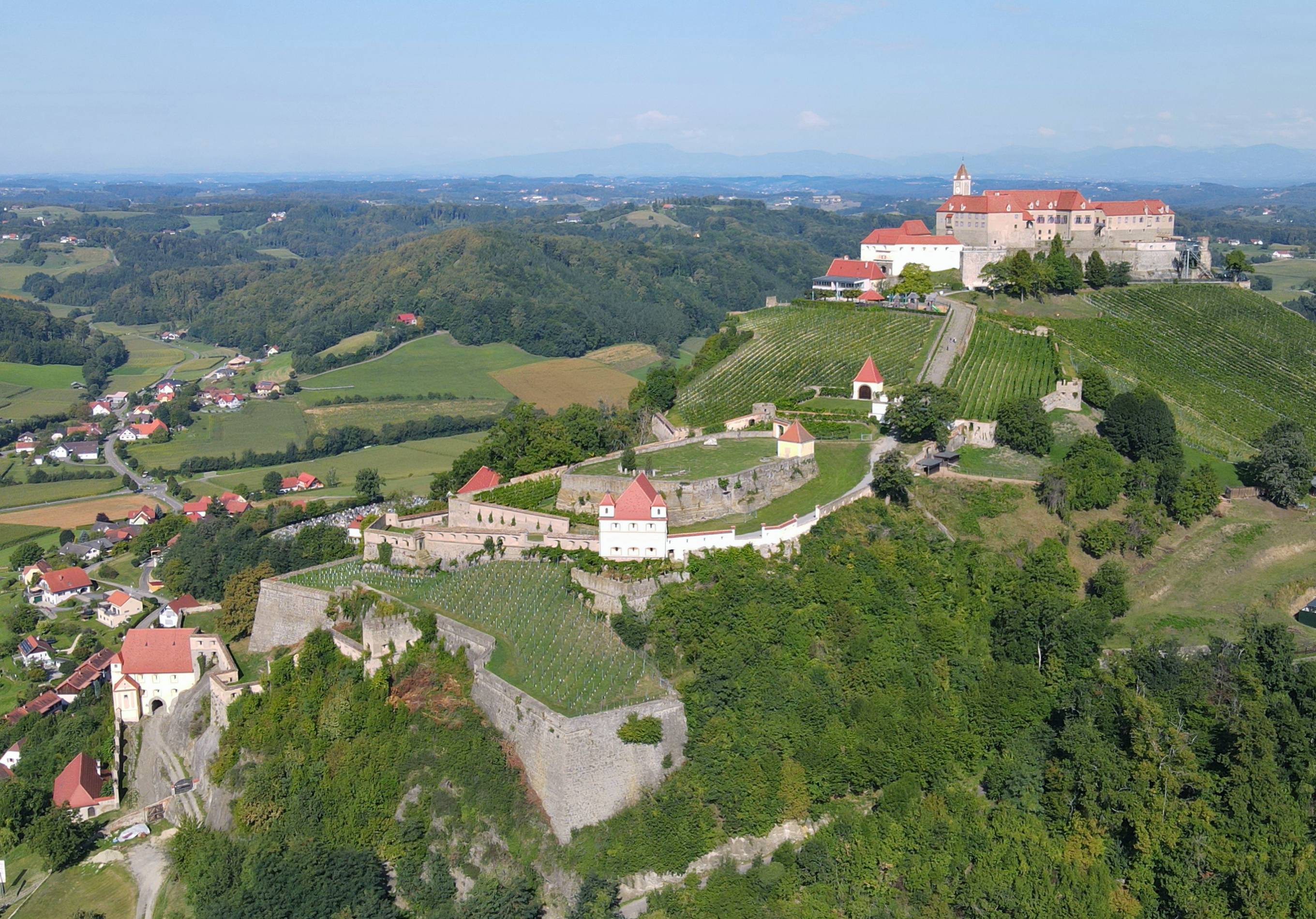
Gesamte Burganlage von Südosten gesehen

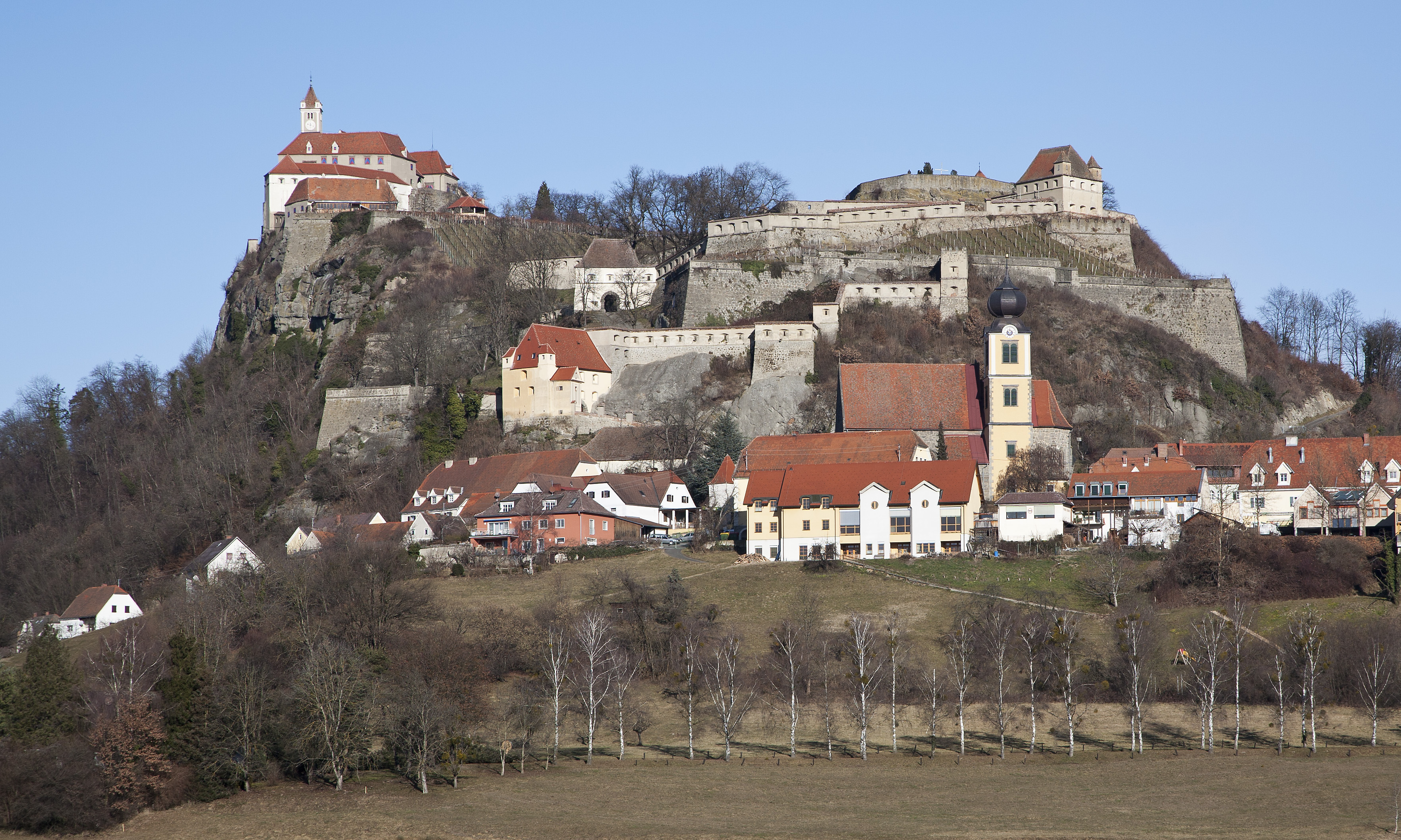
Riegersburg mit Pfarrkirche zum Hl. Martin von Süden

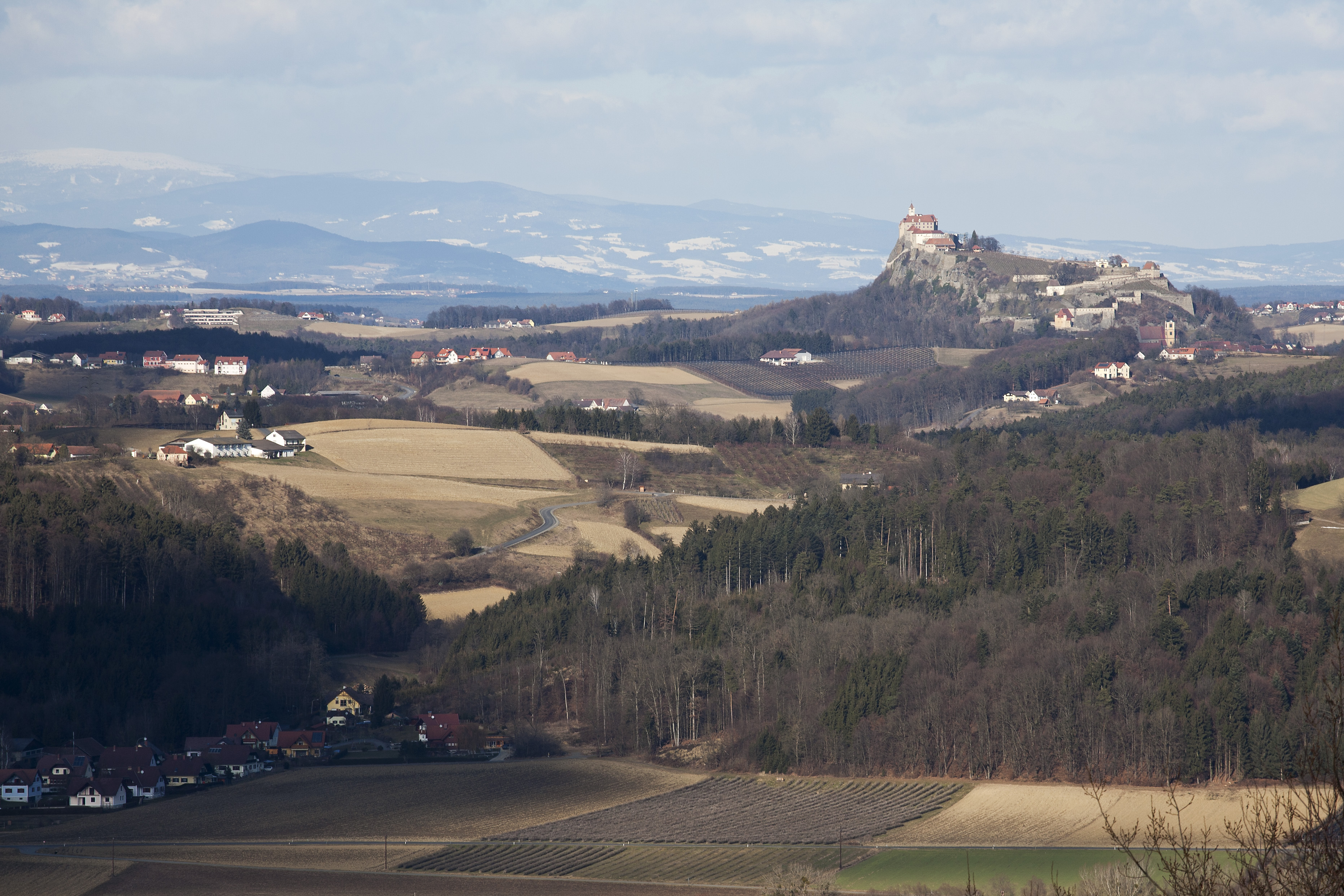
Blick auf die Riegersburg vom Mühldorfer Steinberg

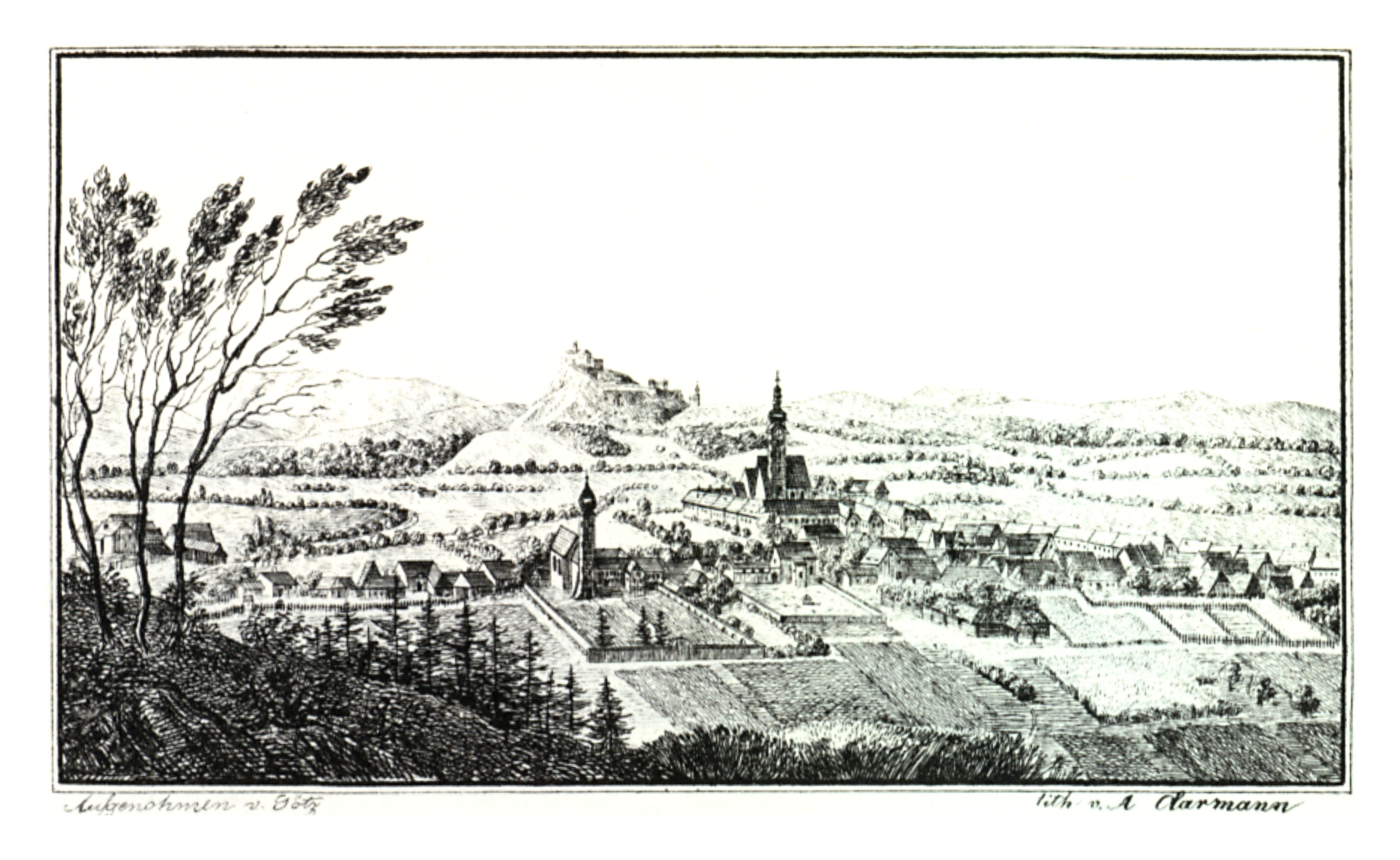
Blick von Feldbach um 1820, Lith. J.F. Kaiser

1434 wurde die Burg von Reinprecht III. noch saniert, doch schon 1456 von seinem Sohn Wolfgang an Leutold von Stubenberg verpfändet. Johann Steinpeiss der Mittlere war zu dieser Zeit „Pfleger zu Riegersburg“ und starb 1462. Leutold von Stubenbergs Bruder Reinprecht IV. erbte 1466/70 die Burg von Wolfgang, war aber 1479 gezwungen, sie an Reinprecht von Reichenburg zu verkaufen.
In ebendiesen Jahren (1469–1490) mussten die Steirer eine äußerst schwere Zeit durchleben: Pest, Hungersnot, Türkeneinfälle und Ungarnkrieg reduzierten die Bevölkerung um ein Viertel bis zu einem Drittel.
1539 gelangte Andrä von Graben, Herr von Kornberg und Marburg, durch Heirat mit der Reichenburger Erbtochter Polixena in den Besitz der Riegersburg, welche aber nach seinem Tod wegen eines Formalfehlers an den Landesfürsten zurückfiel, der sie danach wiederum an die Reichenburger verlieh. 1571 gelangte die Burgherrschaft an Erasmus von Stadl, der das Hochschloss im Stil der Spätrenaissance wesentlich umgestaltete. 1618 kam die Herrschaft durch Kauf an Georg Christoph von Ursenbeck. Unter den Ursenbeck fand z. B. das 20-tägige Saufgelage statt, an welches eine Fenstergravur im Rittersaal erinnert. 1637 fiel die Burgherrschaft nach Gerichtsprozess an Freiherrn Seyfried von Wechsler, 1638 durch Erbschaft an dessen Onkel Sigmund, 1648 durch Erbschaft an Sigmunds Nichte Elisabeth Katharina Wechsler, verehelichte Freifrau von Galler.
Diese, die „Gallerin“, die „schlimme Liesl“, war eine der schillerndsten Persönlichkeiten der Steiermark im 17. Jahrhundert. Sie war drei Mal verheiratet; den ersten Ehemann, den Hofkriegsratspräsidenten Hans Wilhelm Freiherrn von Galler, hielt sie durch Auszahlung von 15.000 Gulden vom Mitbesitz fern, um allein über Burg und Herrschaft verfügen zu können. Der zweite, Oberst Detleff von Kapell, fiel in der Schlacht bei Mogersdorf 1664. Vom dritten, Hans von Stadl, ließ sie sich scheiden (!). Mit etlichen weltlichen und geistlichen Nachbarn lebte sie im Streit, vor allem den recht weltlich lebenden Riegersburger Hauptpfarrer Wolfgang Strobel nahm sie sich energisch bis gewalttätig vor. Mit ihm stritt sie auch um das Patronatsrecht über die von Riegersburg abhängigen Vikariatspfarren; in Paldau hielt sie einmal unter Berufung auf ihr Patronatsrecht eine Predigt (!).
Wegen der ständigen Bedrohung der Oststeiermark durch die Türken ließ sie unter großen Kosten die Befestigungen ausbauen und machte die Burg zur „stärksten Feste der Christenheit“ (laut Feldmarschall Raimondo Montecuccoli).
Die gewaltigen Vorwerke, die sechs Toranlagen und die elf Basteien mit der 15 Hektar umschließenden drei Kilometer langen Wehrmauer, hinter der in der Notzeit die Bevölkerung der gesamten Umgebung samt ihrem Vieh Zuflucht fand, wurden allerdings erst nach dem Tod der Gallerin († 1672) ab 1676 von den Grafen Purgstall vollendet, an die die Burgherrschaft über die von Galler’sche Erbtochter Regina gekommen war.
Nach dem Erlöschen der Riegersburger Grafen von Purgstall 1817 wurde die Erbschaft auf 17 Personen aufgeteilt, darunter die Grafen von Sauer und Lanthieri und die Stubenberger, die die Herrschaft 1822 in einer öffentlichen Versteigerung an den Fürsten Johann von Liechtenstein verkauften. Die Burg verblieb nun im Besitz des Fürstenhauses Liechtenstein, das sie nach den Zerstörungen des Jahres 1945 vor dem drohenden Verfall rettete. Sie gehört heute einer Seitenlinie der Liechtensteiner, die als einziges Adelshaus in Österreich vom Adelsaufhebungsgesetz nicht betroffen sind, da sie die Staatsangehörigkeit ihrer eigenen Monarchie, des Fürstentums Liechtenstein besitzen. Seit 2014 ist Prinz Emanuel von und zu Liechtenstein mit seiner Familie um die Erhaltung der Burg bemüht.
Die Burg zählt heute zu den bekanntesten Touristenattraktionen der Steiermark mit wechselnden Themenausstellungen (z. B. Hexenverfolgung). Eines der bekanntesten Opfer des großen Feldbacher Hexenprozesses von 1673 bis 1675 war Katharina Paldauf.

## Die Burganlage
Über einen steilen Aufstieg in unmittelbarer Nähe zur Riegersburger Pfarrkirche passiert man das Steinkellertor, wenig später das Cilli- oder Burgertor. Über ein schmal eingefasstes Wegstück erreicht man die mittelalterliche Pferdeschwemme, kurz darauf das mächtige Annentor und nach einem Aufstieg das Lichteneckertor. Die ersten vier Burgtore werden dem Baumeister Bartholomäus Ebner zugeschrieben und entstanden zwischen 1678 und 1690.
Durch das frei stehende Pyramidentor gelangt man über einen langen gepflasterten Weg auf das Hochplateau mit seinen Weinbergen. Um die sogenannte Vorburg, die das ehemalige Zeughaus und Provianthaus beherbergt, ist der äußere Burggraben gezogen. Über eine Holzbrücke betritt man das Wenzeltor mit seinem reich verzierten Portal. In den Nischen seitlich des Tores stehen Statuen der römischen Gottheiten Mars und Bellona. Bekannt ist auch der „Eselsteig“, ein schräg über den Felsen laufender Aufgang, der in die Vorburg mündet.
Neben den sechs Toren gibt es insgesamt zwölf Basteien: St.-Regina-Bastei, St.-Michaeli-Bastei, St.-Xaver-Bastei, St.-Marien-Bastei, Leopoldi-Bastei, St.-Josefi-Bastei, St.-Antoni-Bastei, St.-Johannis-Bastei, St.-Katharina-Bastei und drei weitere. Auf einem ummauerten kleinen Hochplateau steht das Grenzlanddenkmal, von dem man eine gute Aussicht über die Weinberge zur Hochburg hat. Die etwa 10 Hektar große Anbaufläche wird von Winzern aus der Region bewirtschaftet.

## Hochschloss Kronegg

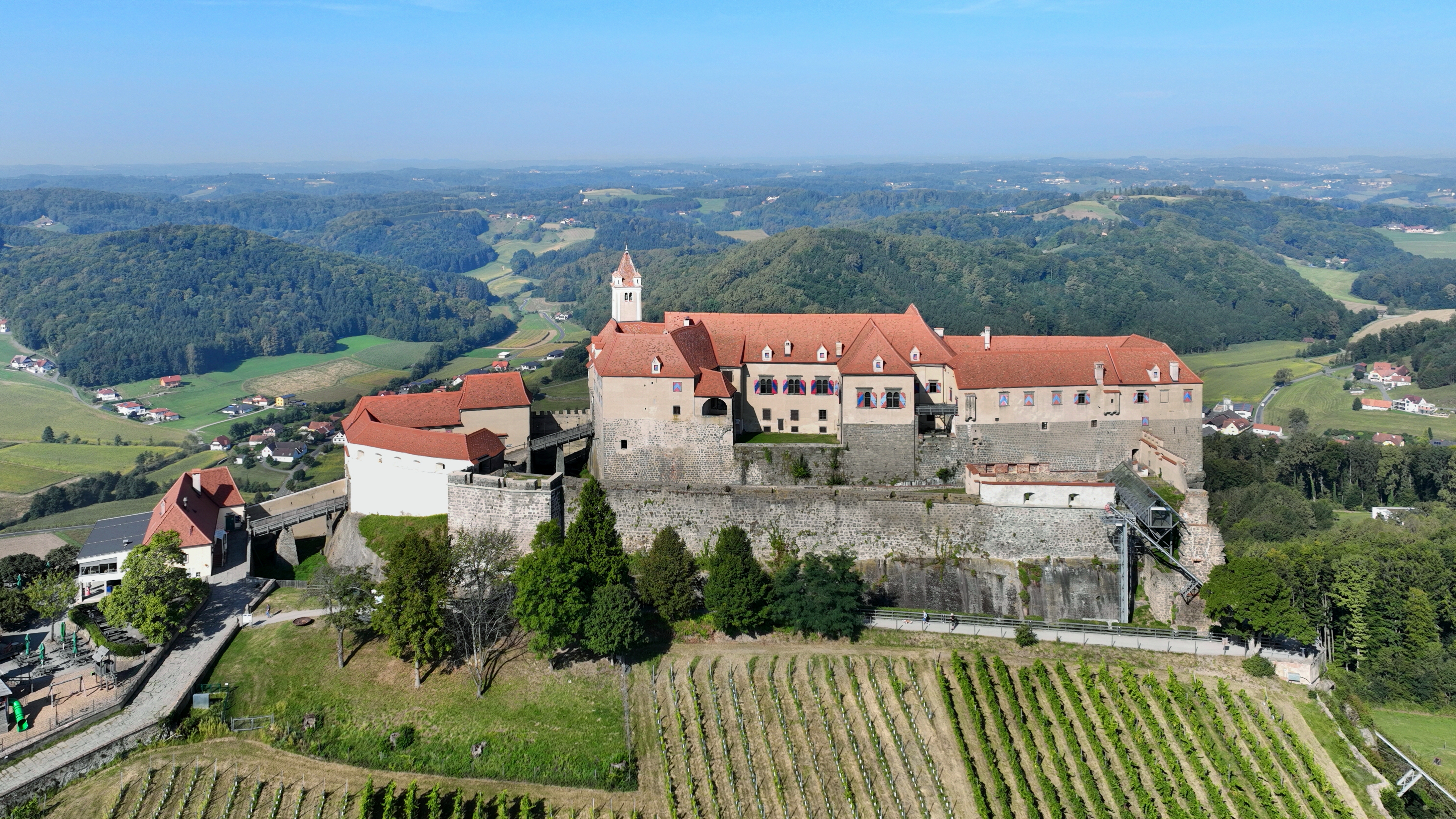
Hochschloss Kronegg bzw. Ostansicht der Burg Riegersburg

Das Hochschloss der Burganlage trägt den Namen Kronegg. Dabei handelt es sich um einen zwei- oder dreigeschoßigen Baukomplex, der um zwei längliche Innenhöfe angelegt ist. Der vorherrschende Baustil ist der des Spätbarock und der Spätrenaissance. Über eine Brücke, die über den zweiten Burggraben gespannt ist, und ein Portal gelangt man in den ersten Hof der Hochburg, welcher mit Pfeiler- und Säulenarkaden geschmückt ist. Durch ein weiteres Portal, verziert mit einem Wechslerwappen, betritt man den sogenannten Brunnenhof, der nach dem 1640 geschaffenen und mit einer schmiedeeisernen Laube verzierten Brunnen benannt ist.
Neben der Einfahrt zum Hochschloss Kronegg steht eine kleine Kapelle. Im Inneren von Kronegg sind vor allem das Fürstenzimmer, das Bett der bekannten Burgherrin, genannt die Gallerin, das Bilderzimmer und Römerzimmer und das Türkenzimmer erwähnenswert. Zu den Räumlichkeiten zählen der Rittersaal und der Weiße Saal, ein Speisesaal, daneben einige Treppenanlagen.

### Weißer Saal

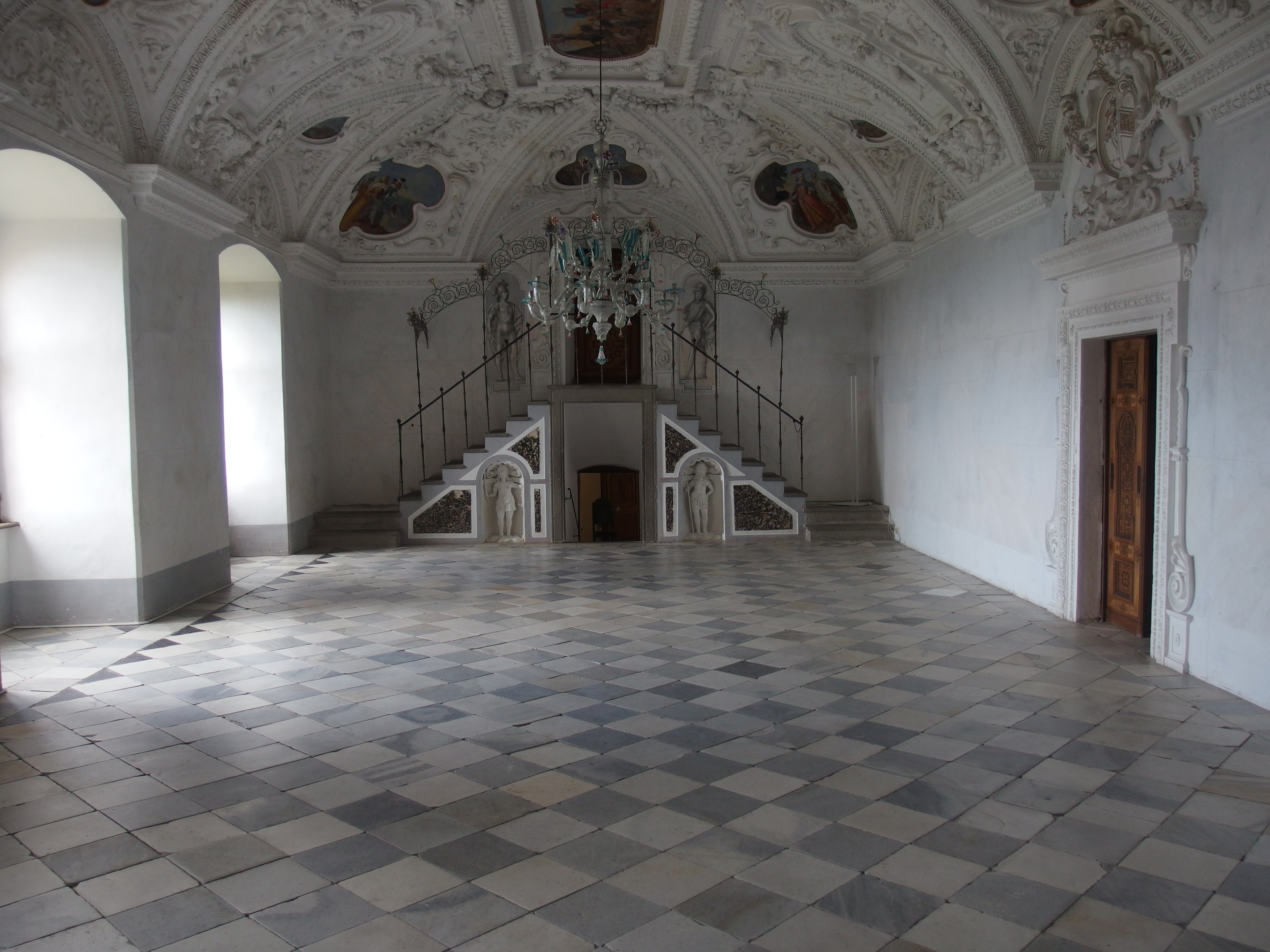
Weißer Saal in der Riegersburg

Der Weiße Saal ist ein barocker Sommerspeisesaal, der von Baumeister Antonio Solari im Auftrag der Gallerin errichtet wurde. Der äußerst kostspielige Bau wurde im Jahr 1658 abgeschlossen – an diese Baukosten erinnert eine Inschrift, der Gallerin „Bauen ist ein schöner Lust. Was es mich kost, ist mir bewusst.“ 

## Greifvogelwarte
Interessant und spektakulär zugleich sind die Flugvorführungen der Greifvogelwarte auf der Riegersburg.

## Trivia
- Das Musikvideo „Cassis“ von The GazettE wurde 2005 auf der Riegersburg gedreht.
- Die älteste katholische österreichische MKV-Verbindung im Südosten Österreichs, die K.Ö.St.V. Riegersburg zu Fürstenfeld, ist nach der Riegersburg benannt.

## Burgwein
Innerhalb der Burgmauern wird bereits seit der Gallerin auf einem zehn Hektar umfassenden Gebiet Weinbau betrieben. Heute sind diese Rieden an das Weingut Bernhart aus Riegersburg verpachtet.

## Aufstiegsmöglichkeiten
Der Aufstieg auf die Riegersburg wird an der Nordseite durch einen steilen Schrägaufzug erleichtert, kann aber selbstverständlich auch, wie früher üblich, zu Fuß erfolgen. Die zweite Variante mag zwar etwas anstrengender und vor allem im Sommer schweißtreibend sein, bietet jedoch umso eindrucksvoller ein Gefühl für die Höhe des Berges und die jahrhundertelange Uneinnehmbarkeit der Burg. Zwischen dem Burglift und dem Burgaufgang im Ort gibt es einen barrierefreien Wanderweg, der einen atemberaubenden Blick auf die Festungsanlage ermöglicht.
Der „Eselsteig“ indessen ist seit einiger Zeit gesperrt, da auf dem Felsen darüber geklettert wird und eine Begehung zu gefährlich wäre. Sollte er irgendwann einmal wieder freigegeben werden, dürfte seine Benutzung weitaus weniger gefährlich sein als in vergangenen Zeiten. Damals nämlich landeten die „Abprodukte“ aus einem zweisitzigen Klo, wo die „Gallerin“ (im 17. Jahrhundert streitbare Herrin der Burg) des Öfteren mit ihren Gästen zu plaudern pflegte, punktgenau dort, wo dieser Pfad beginnt.
Klettersportler können die Riegersburg über den versicherten „Leopold-Klettersteig“ im Schwierigkeitsgrad C erklimmen und erreichen die Burg direkt bei der Burgtaverne. Mittlerweile verfügt der Klettersteig über zwei Erweiterungen: den „Heinrich-Klettersteig“ (ebenfalls Schwierigkeitsgrad C) sowie die kurze, aber anspruchsvollere sogenannte „Verlängerung“ mit der Schwierigkeitsstufe D. Diese Kombination aus Burg und Klettersteig ist in Österreich einzigartig.
Am 25. September 2024 wurde ein weiterer Klettersteig mit der Schwierigkeitsstufe E eröffnet. Der „Charlotte Klettersteig“ bietet auch eine kurze Variante mit der Schwierigkeit F.
Am Fuße der Riegersburg gibt es direkt neben dem Parkplatz als zusätzliche Attraktionen einen Hochseilgarten und einen 3D-Bogenparcours.

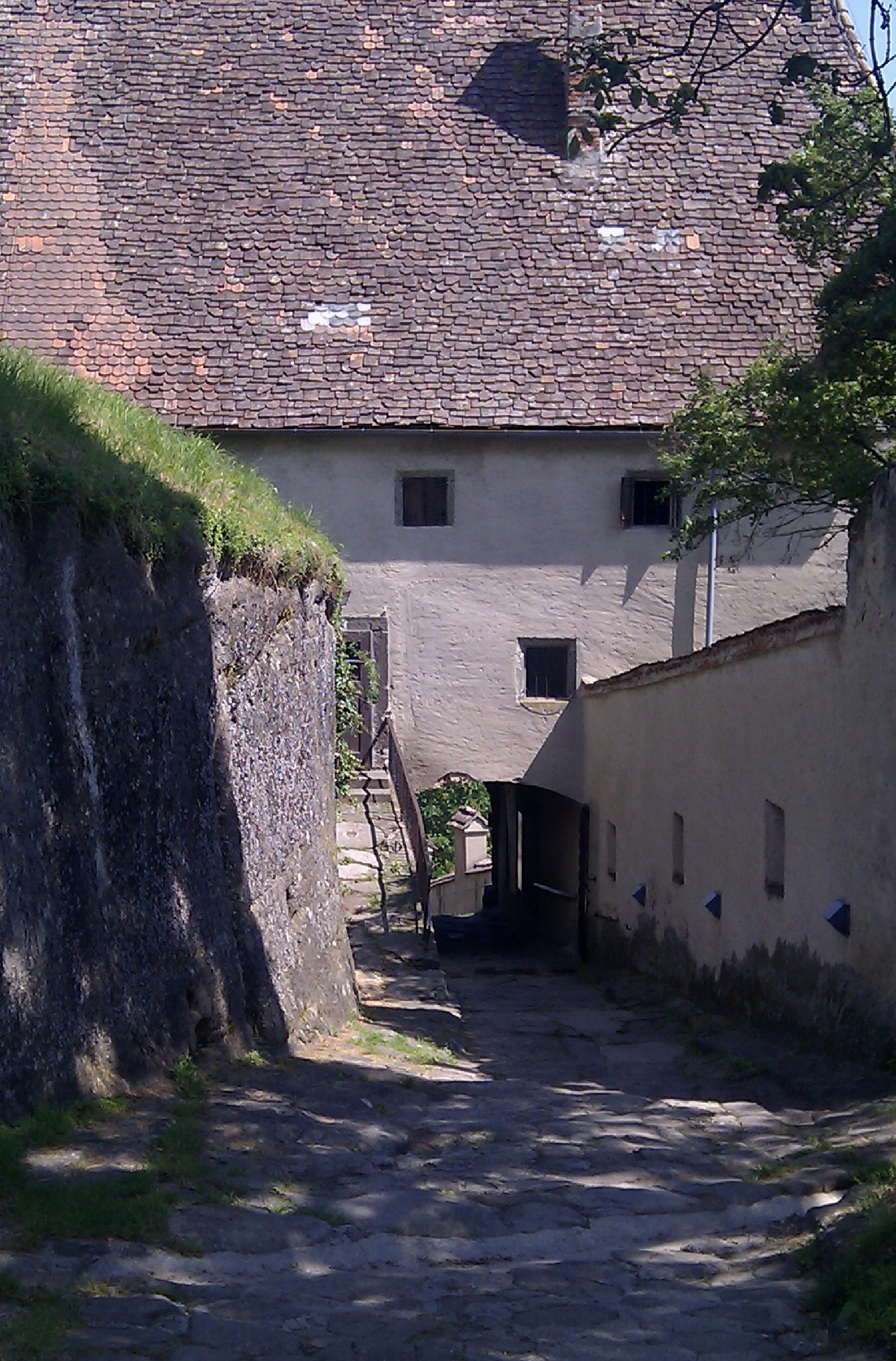
Cilli- oder Burgertor
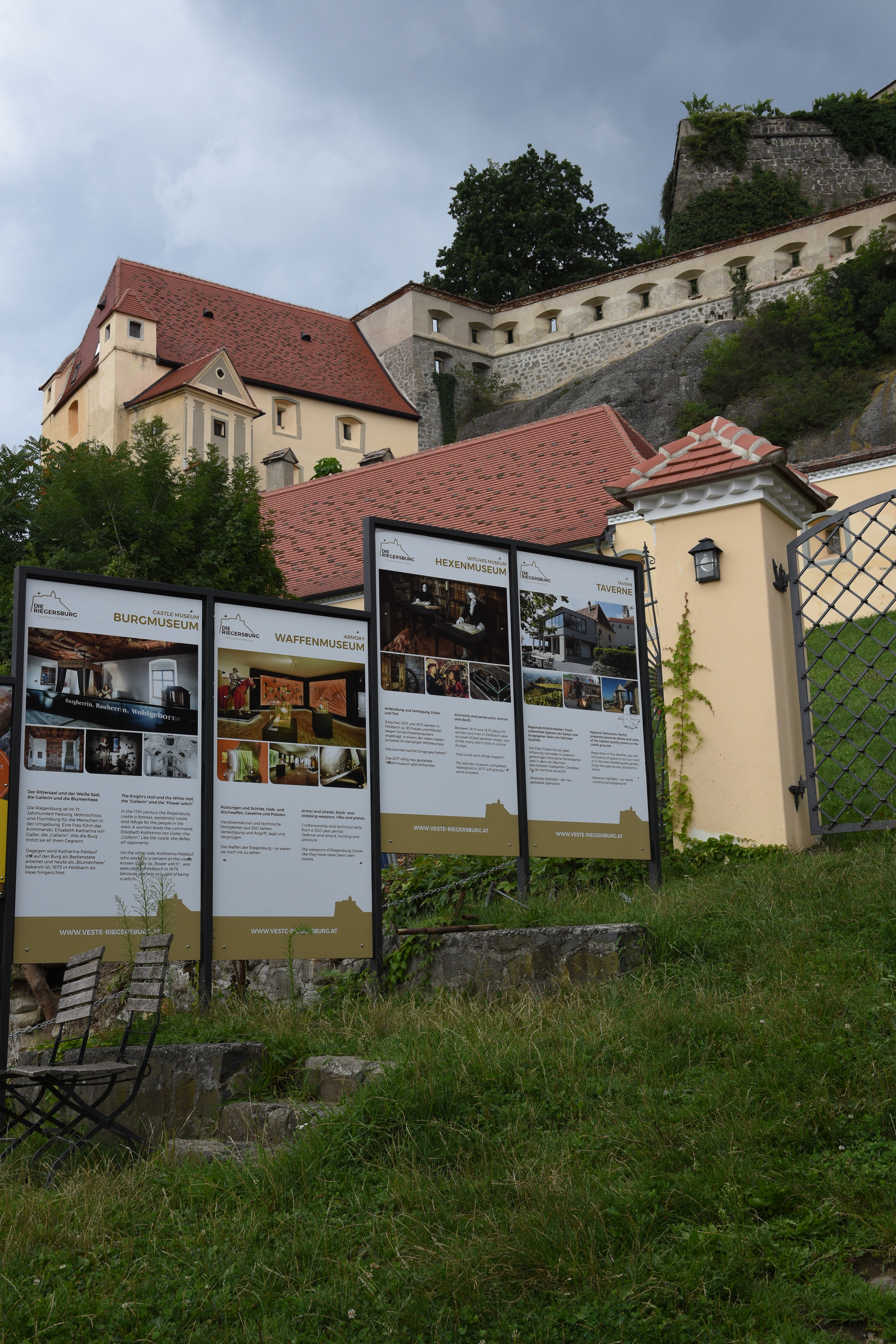
Burgaufgang
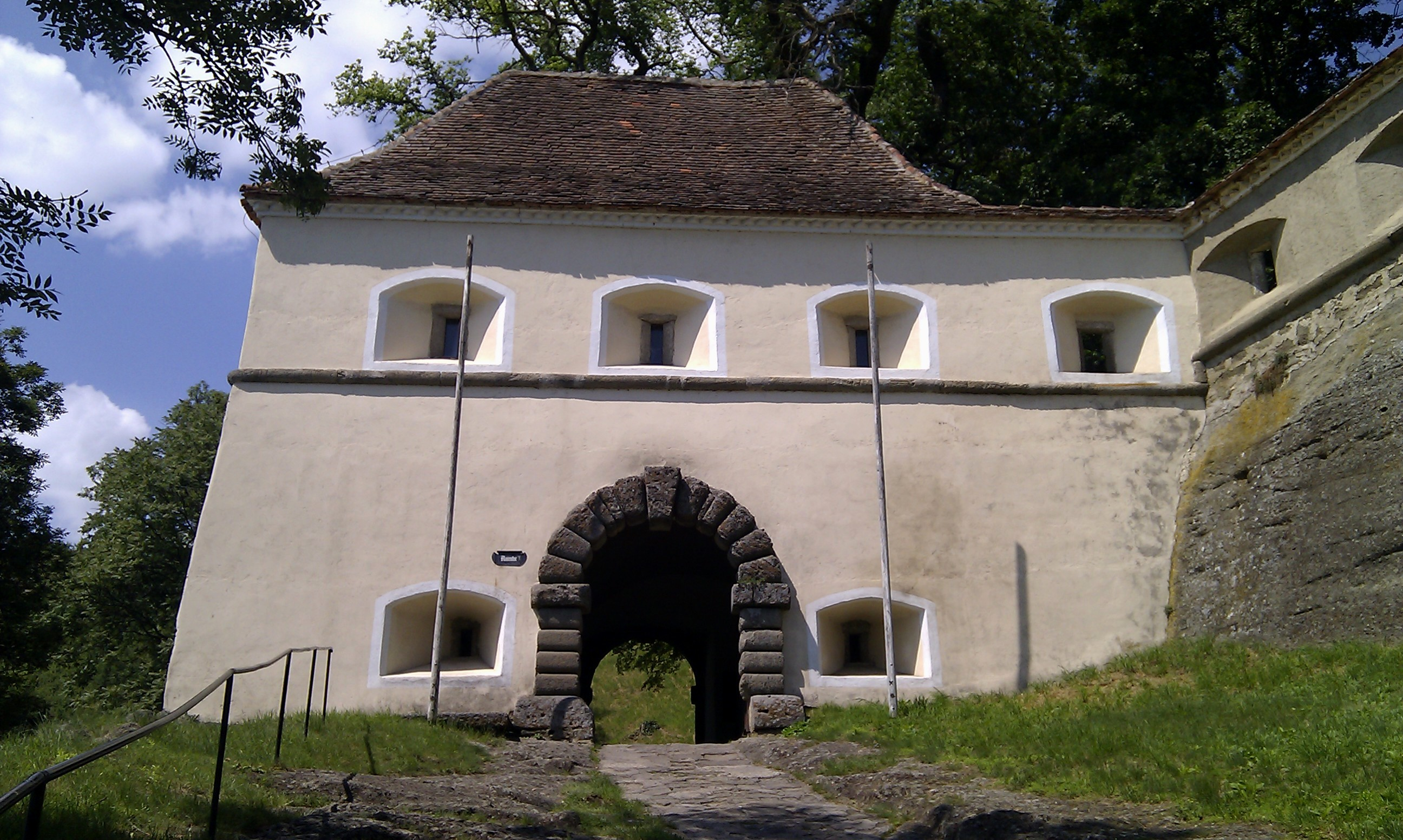
Annentor
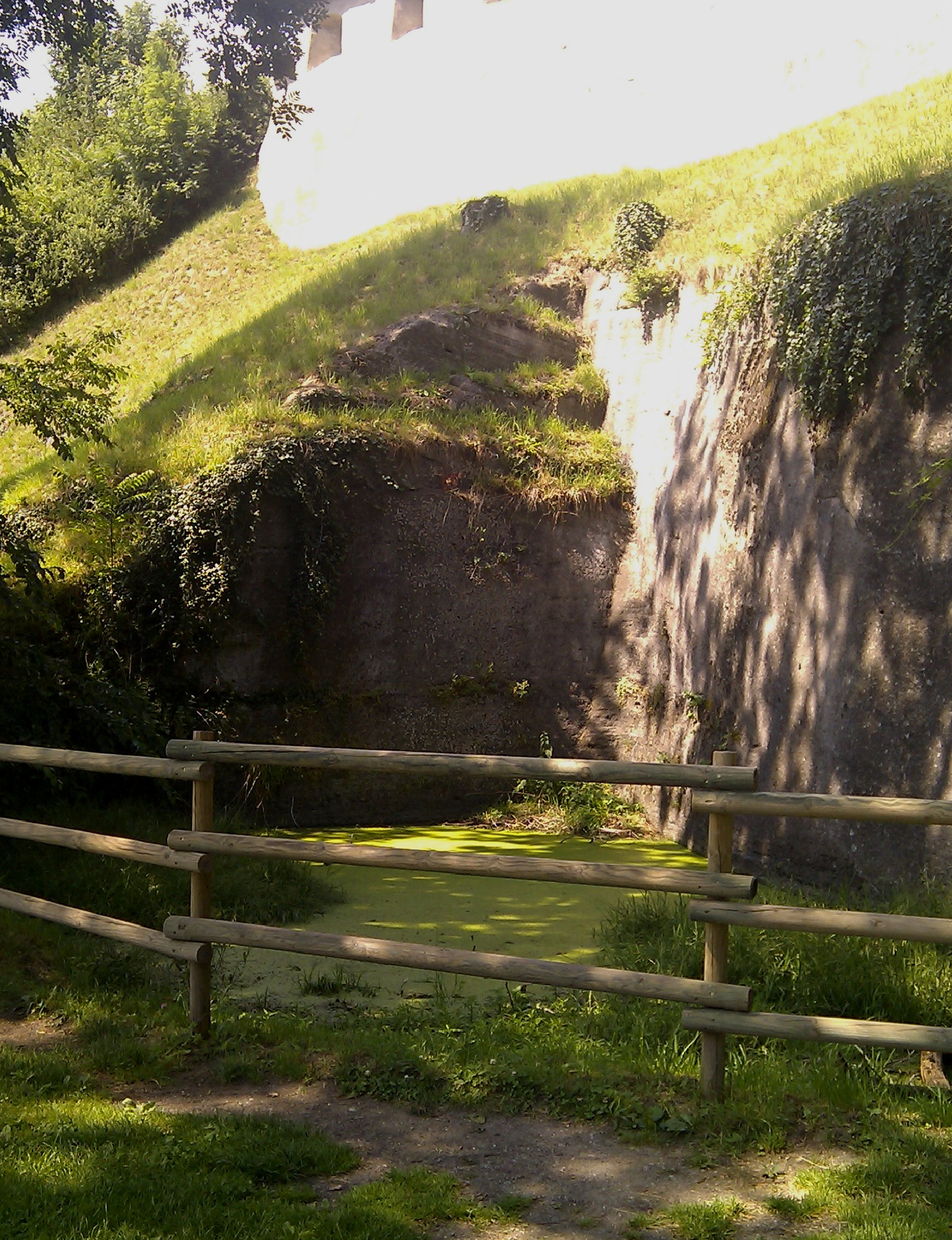
Pferdeschwemme
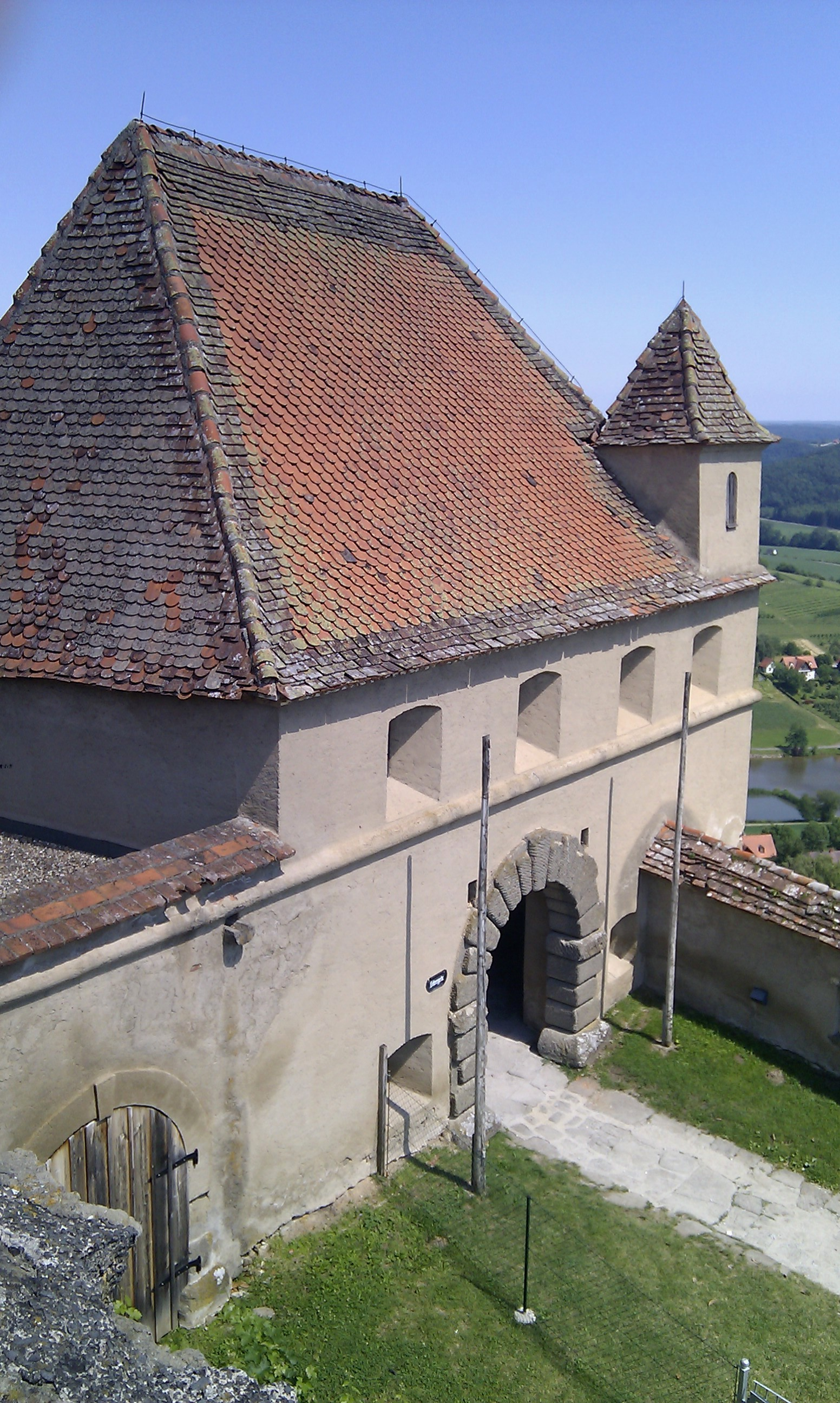
Lichteneggertor
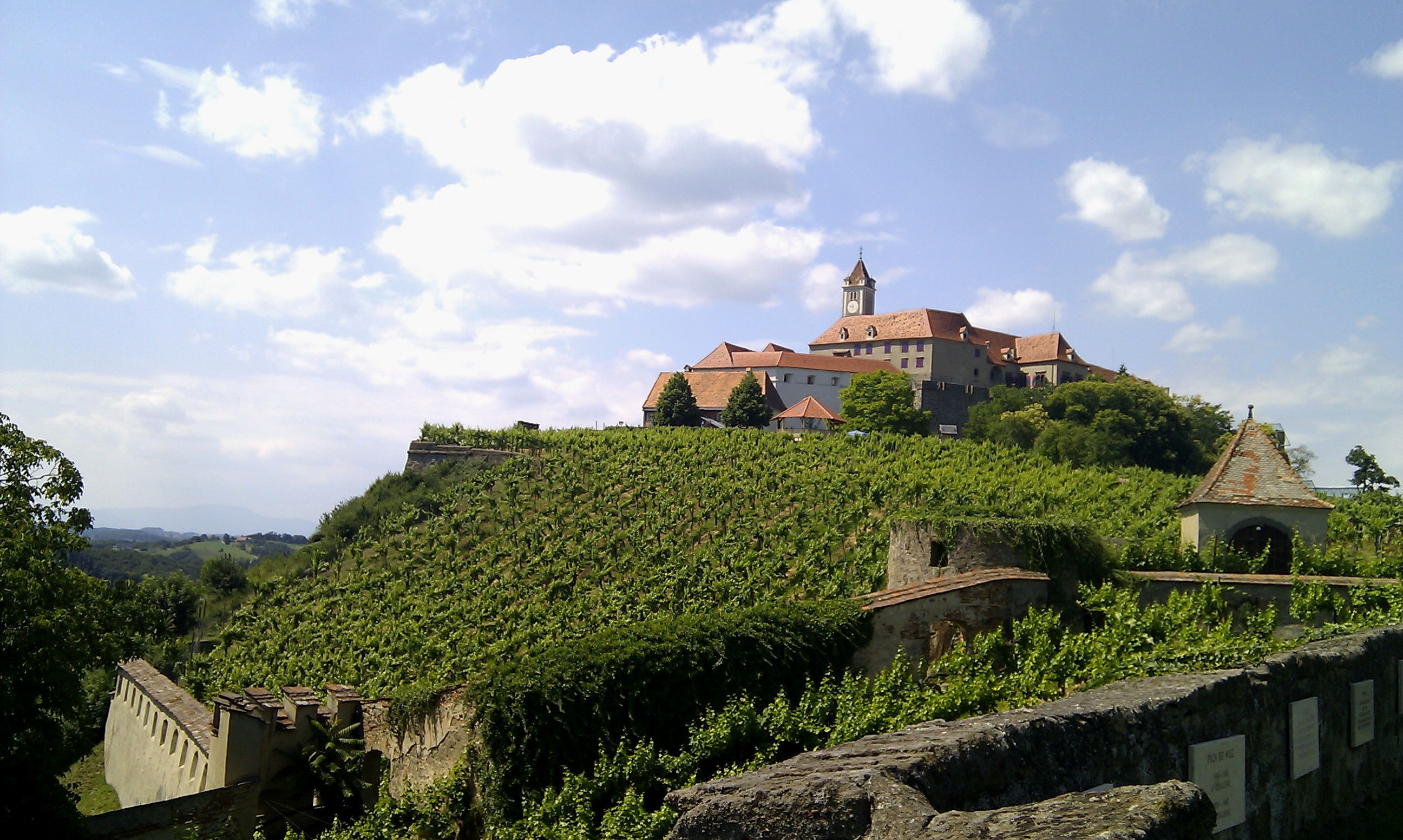
Hochschloss mit Weinberg
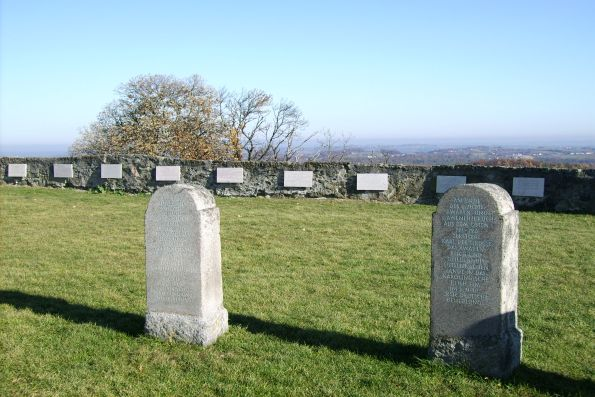
Grenzlanddenkmal
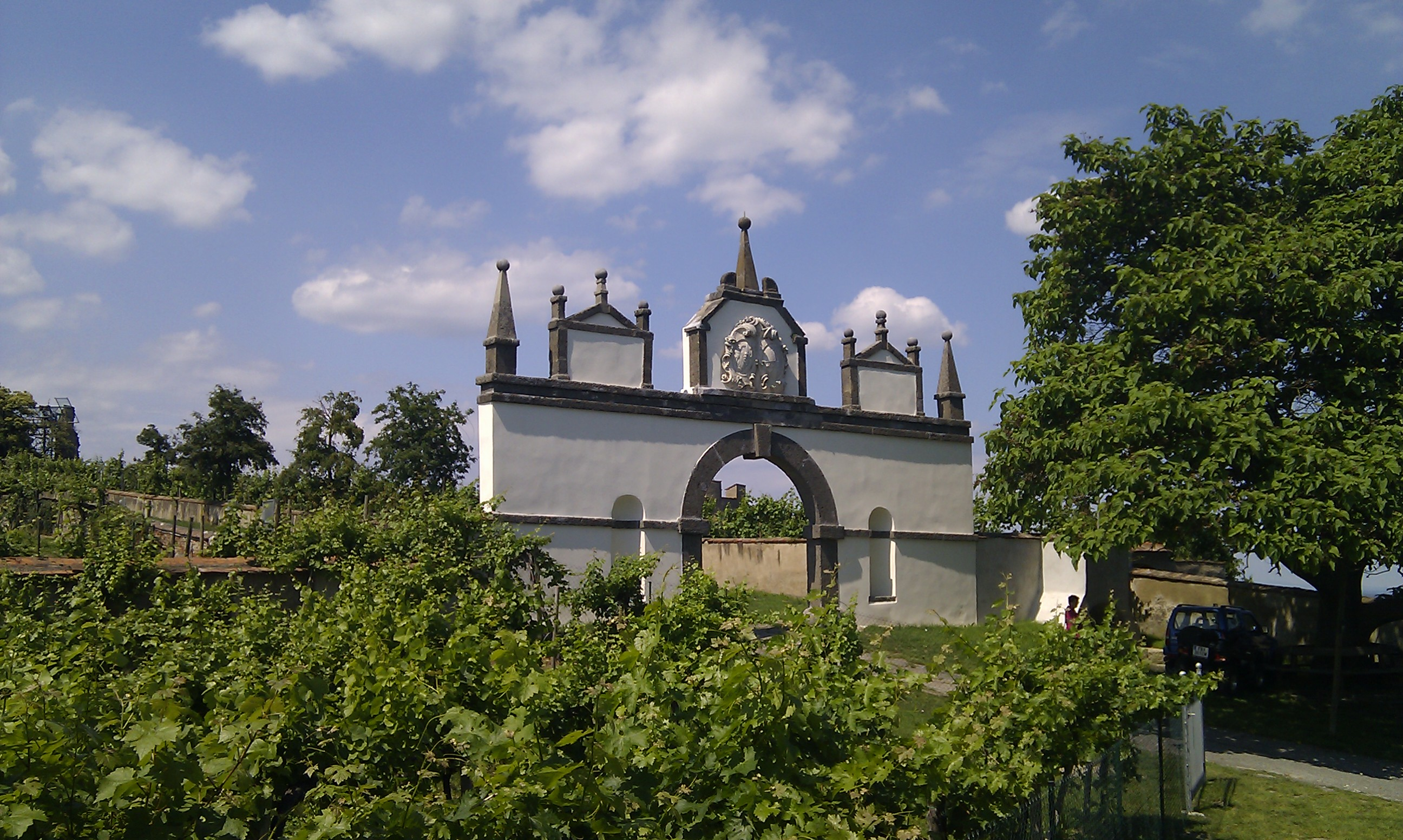
Pyramidentor
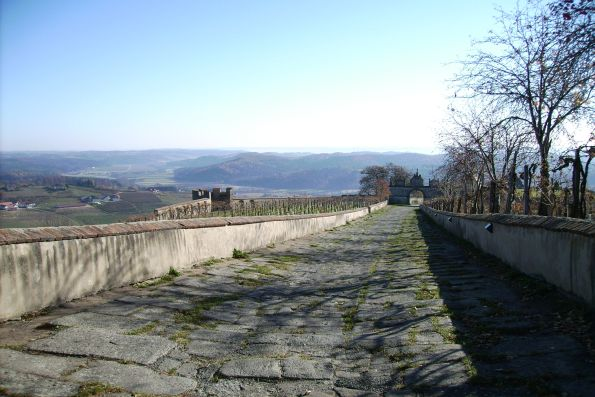
Fußweg zur Burg
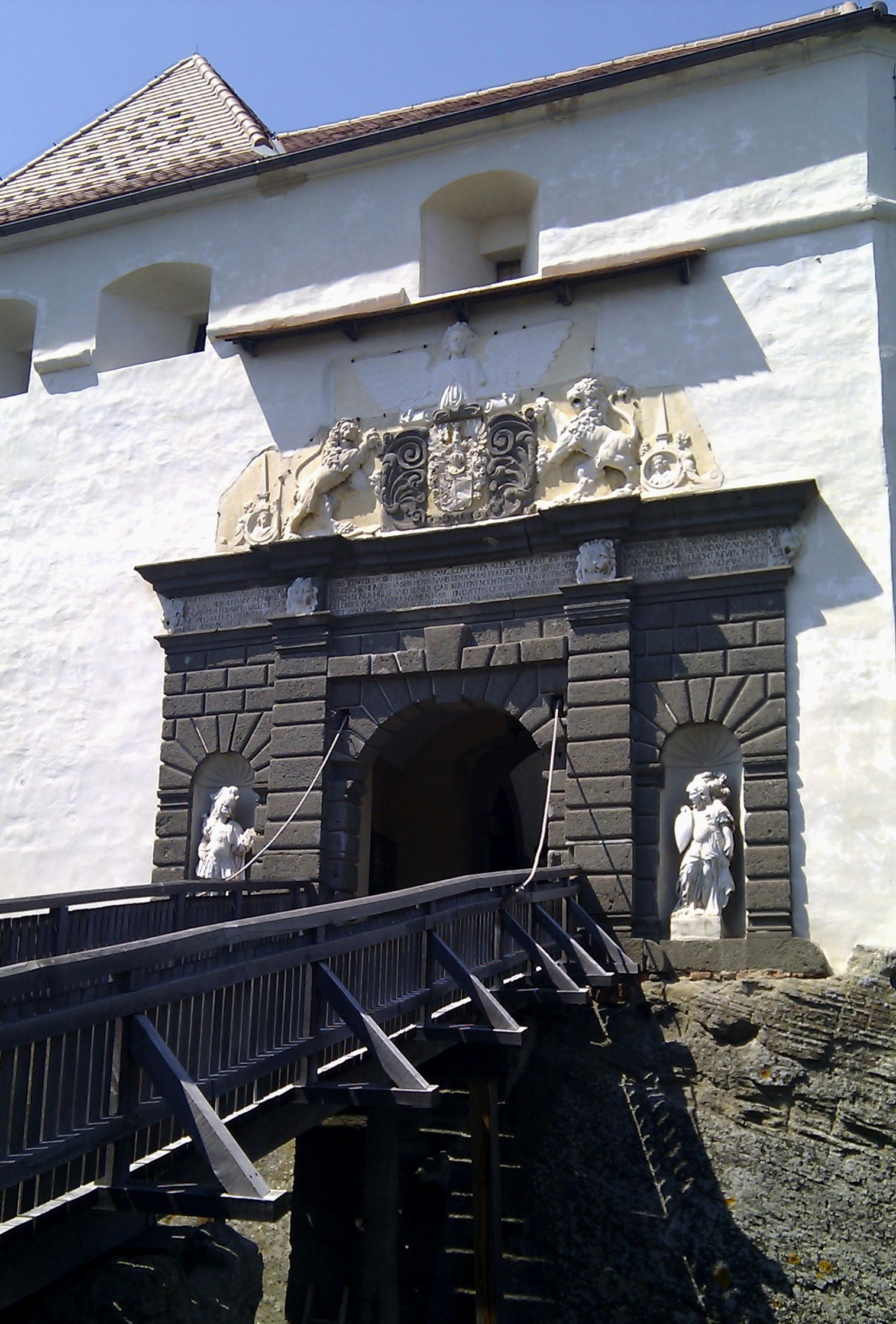
Wenzeltor
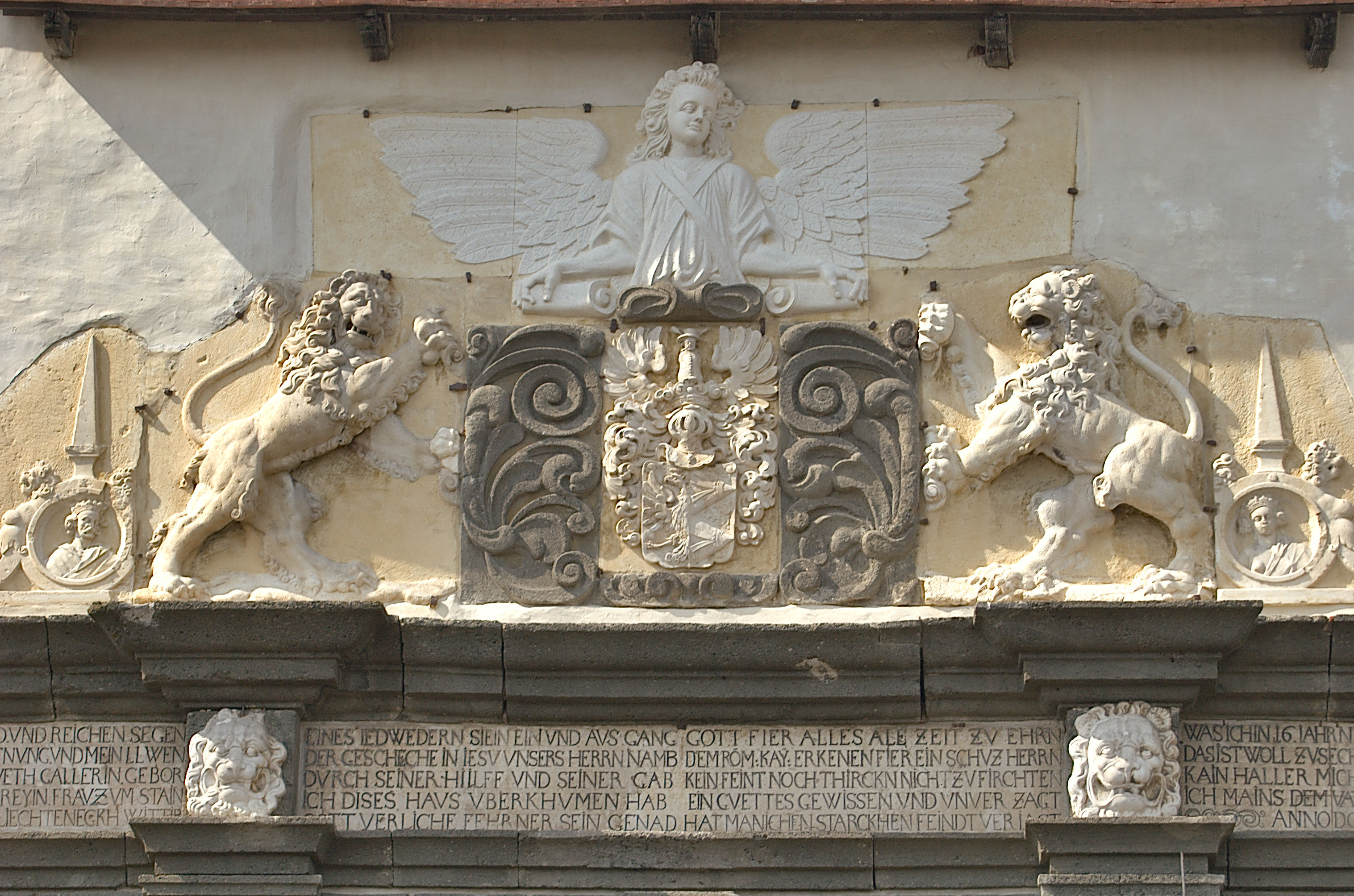
Torspruch und Wappen über dem Haupteingang (Wenzelstor, 1653)
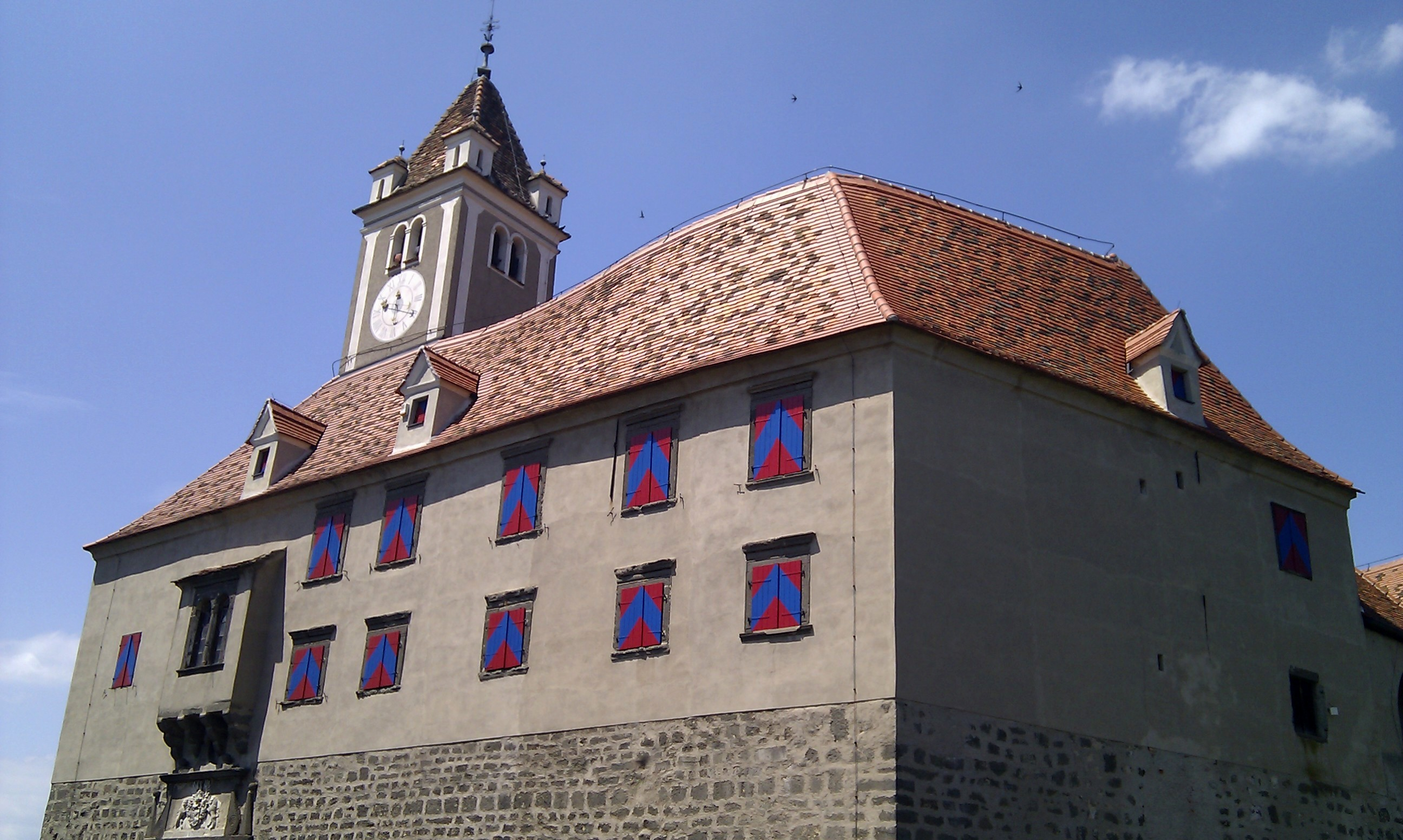
Hochschloss Kronegg
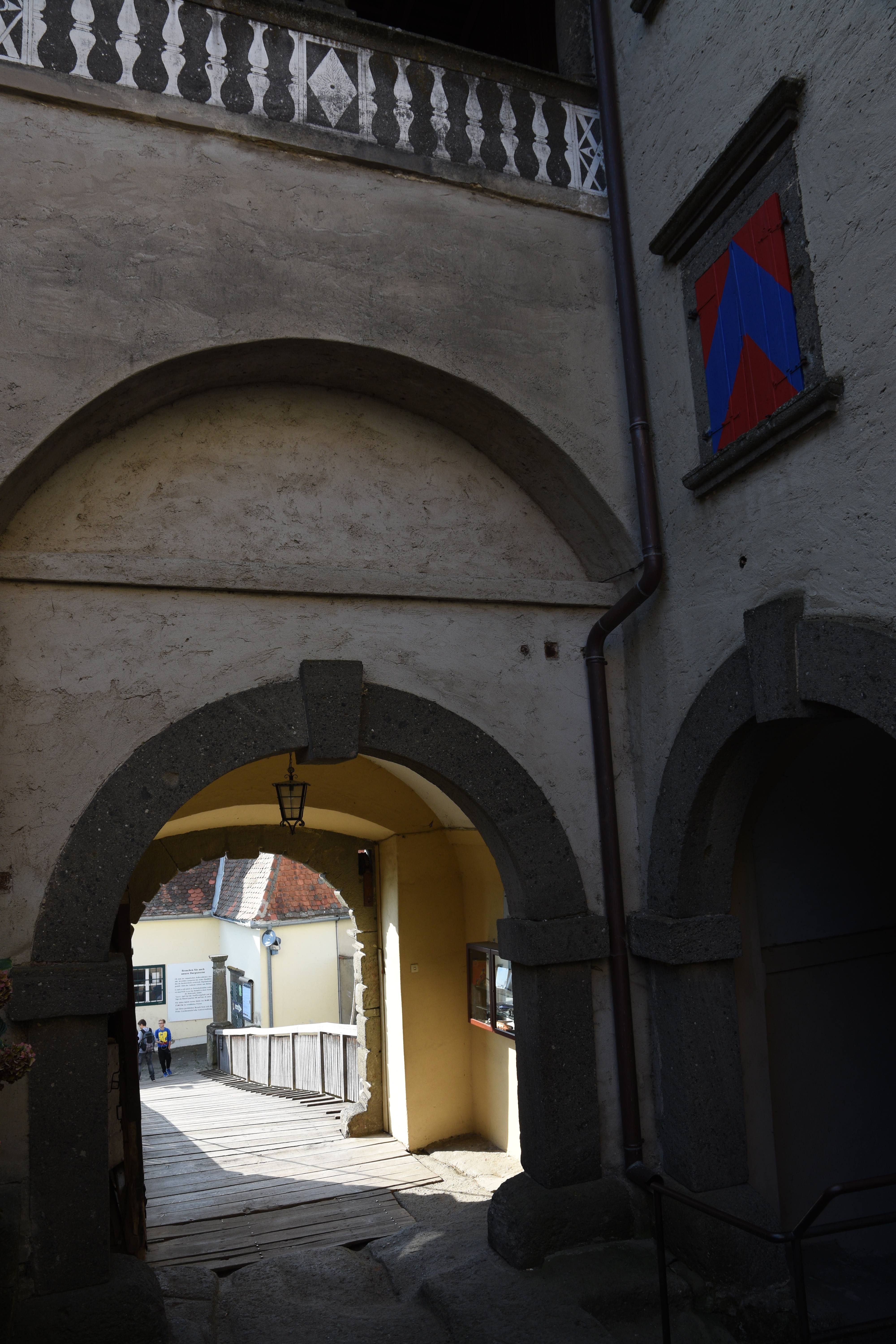
Zugbrücke Vorburg
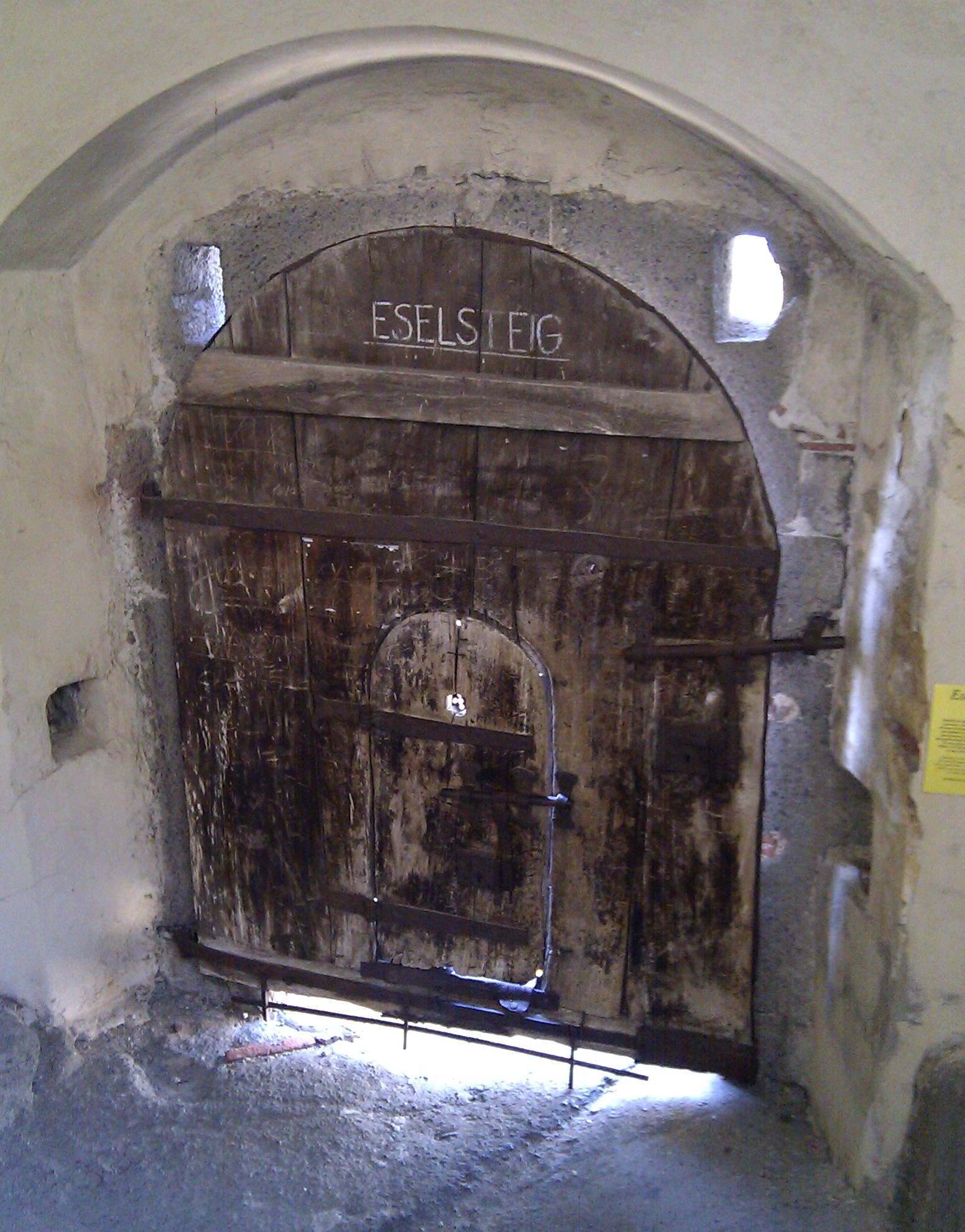
Abgang zum Eselssteig in der Vorburg
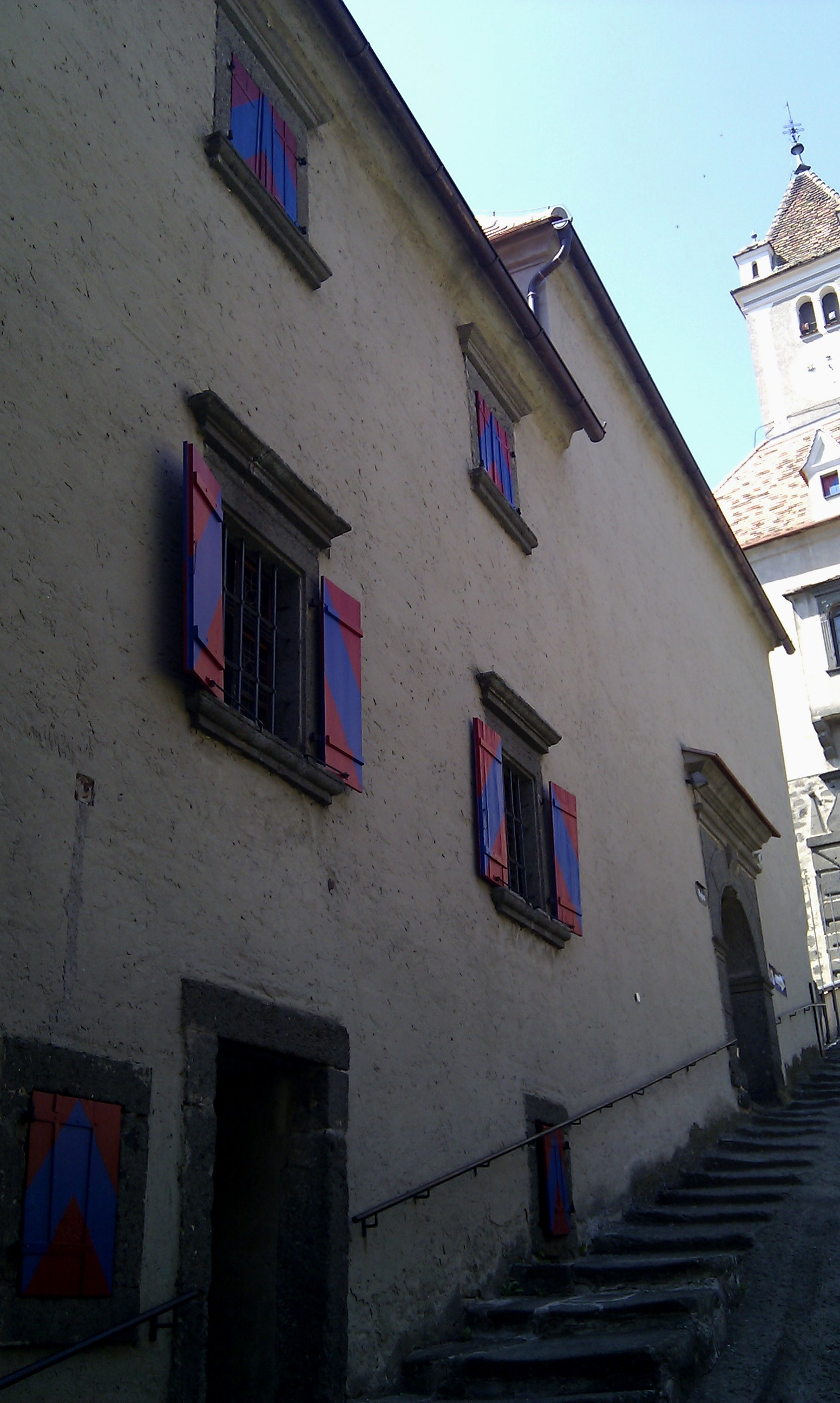
Zeug- und Provianthaus
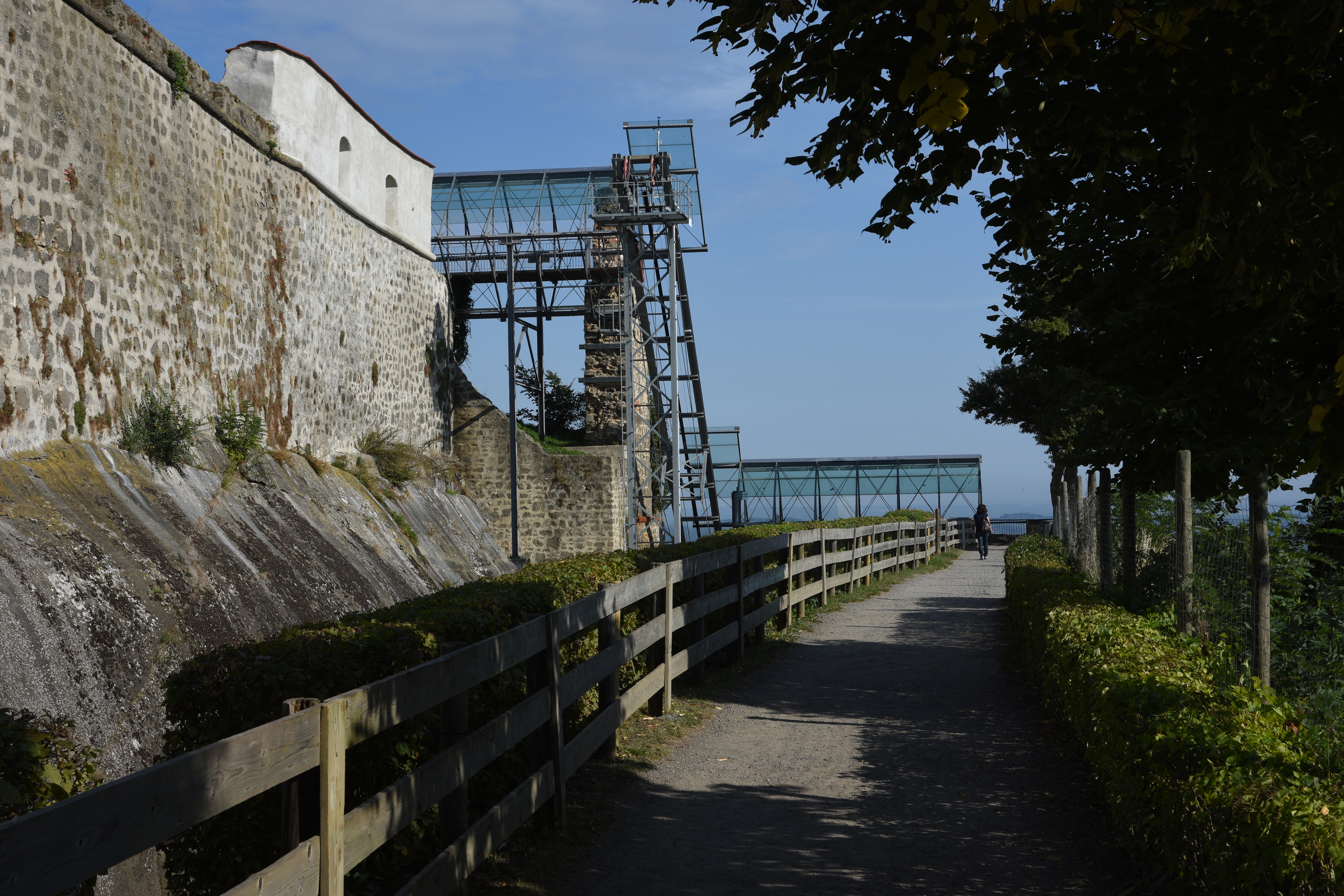
Burgstation Schrägaufzung
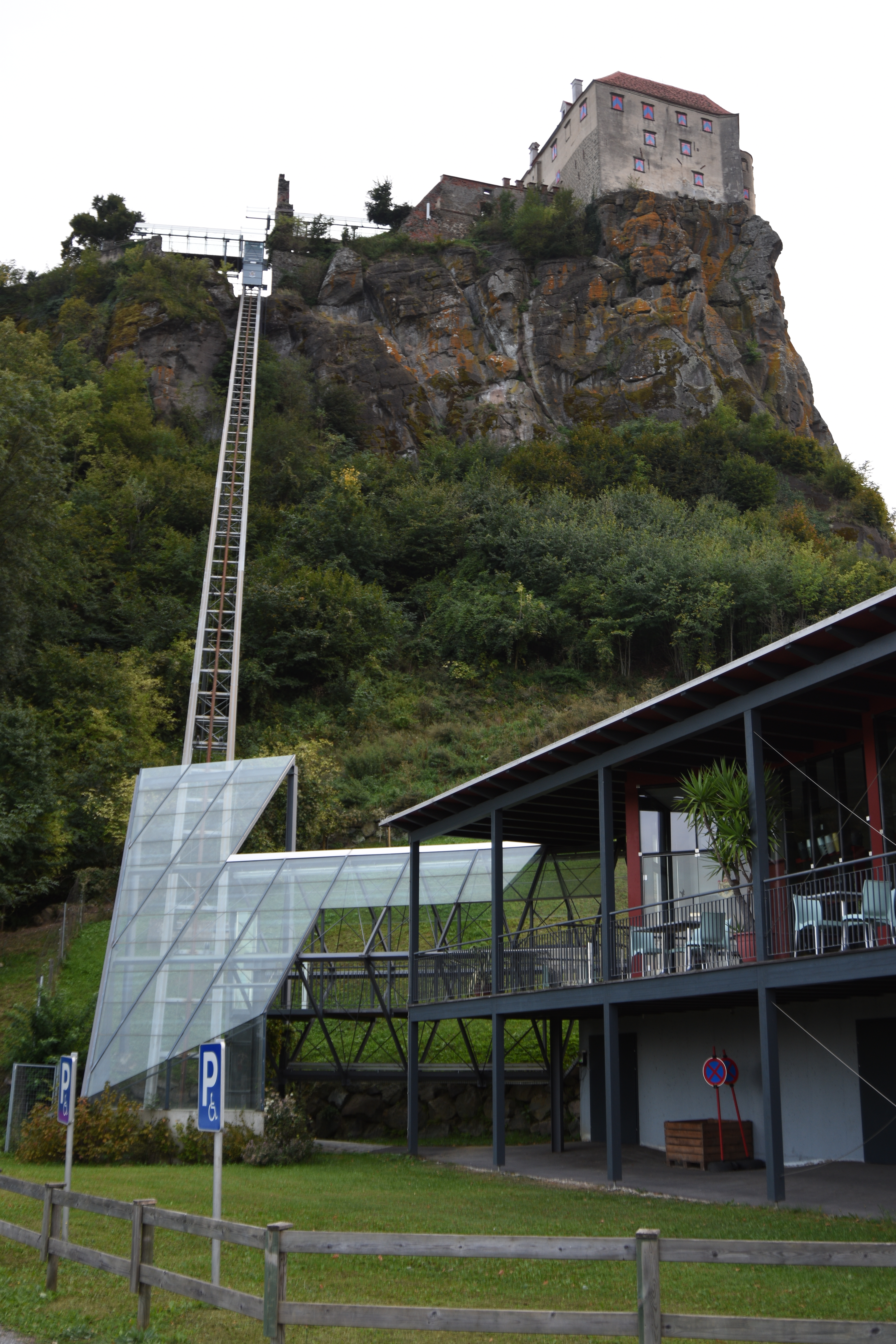
Talstation Schrägaufzug
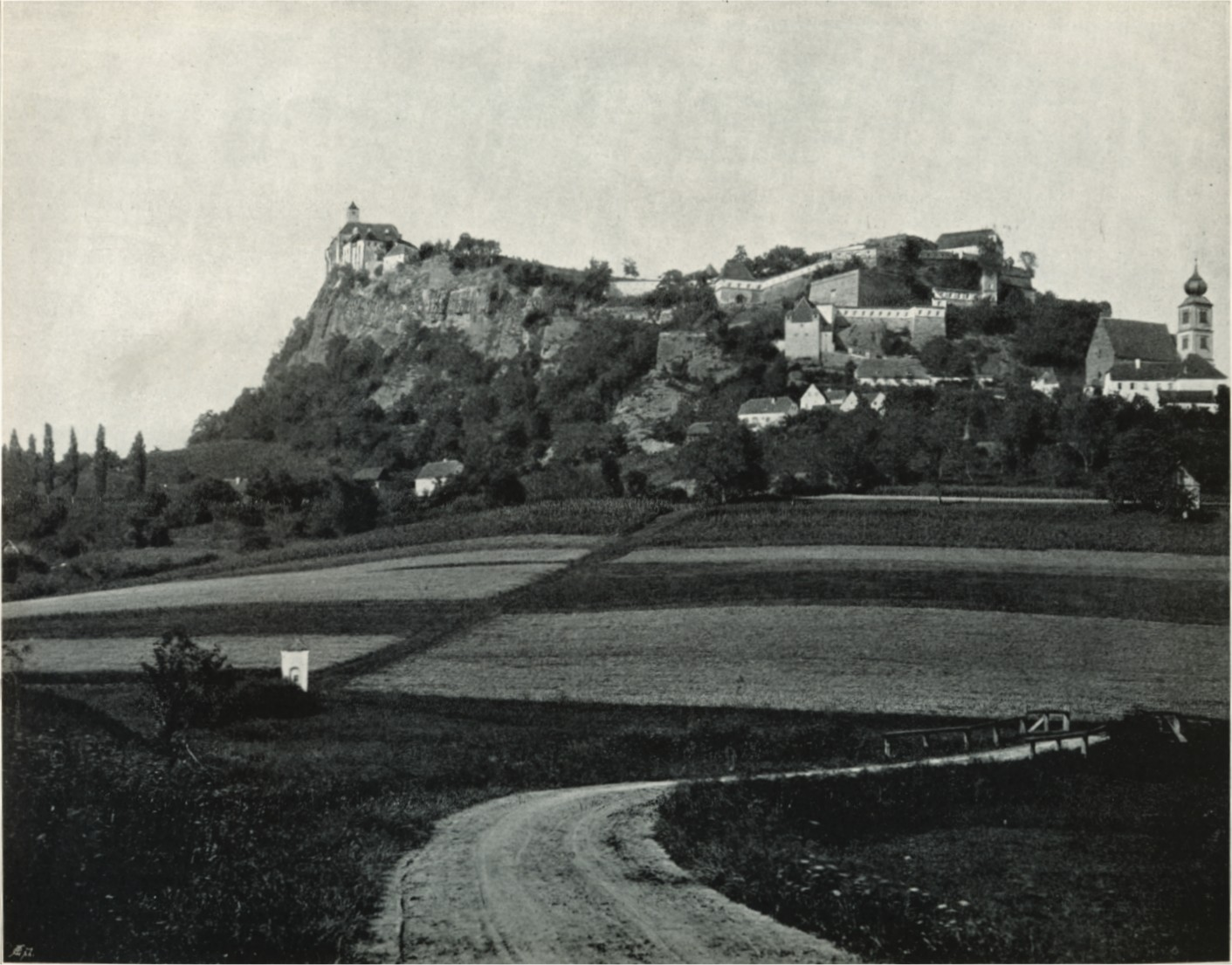
Burg (Photo) 1898
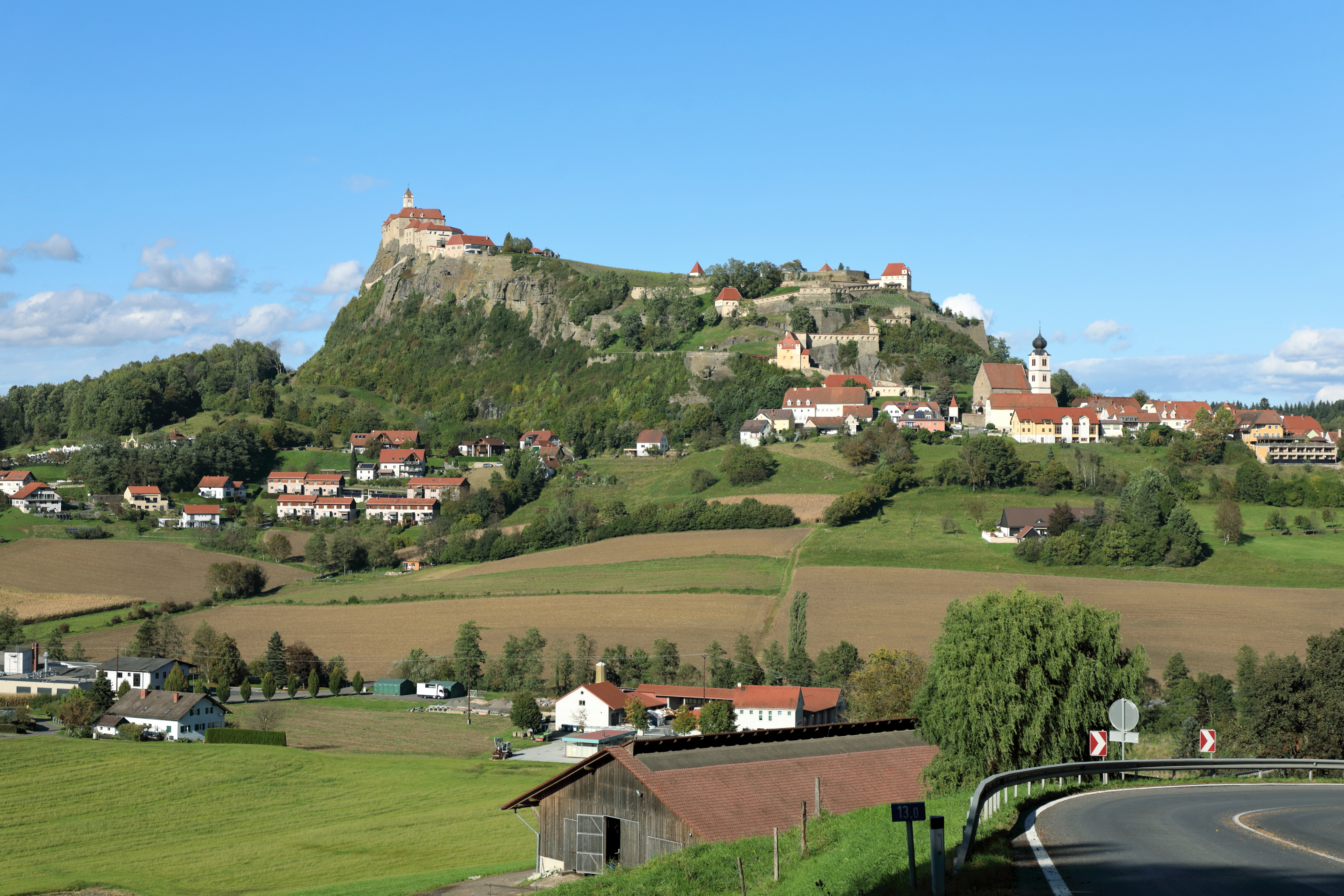
Burg (Photo) 2020
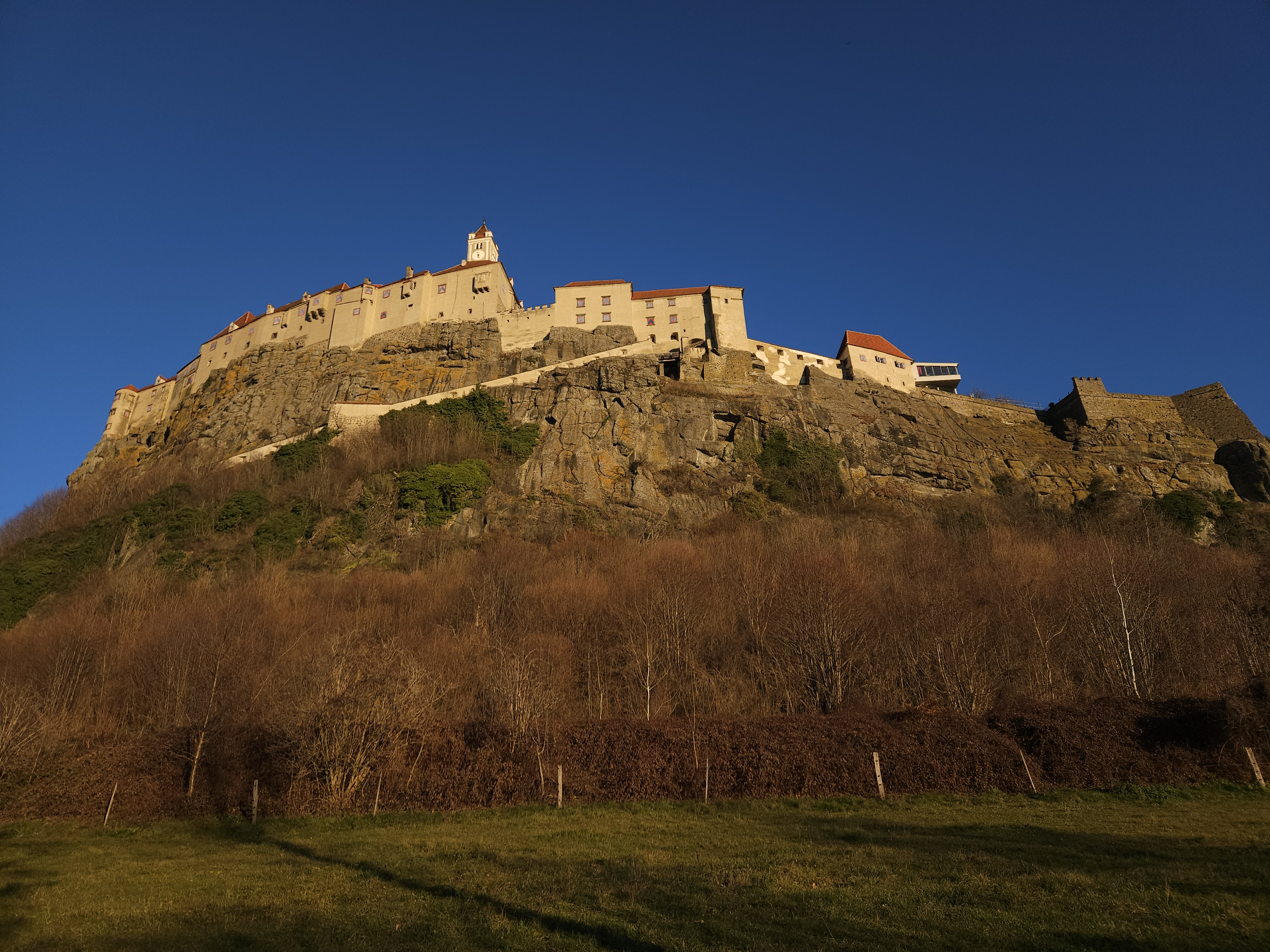
Rundweg